# Дарна (Московская область)
Дарна — село в городском округе Истра Московской области России. Население — 53 чел. (2010), в селе 4 улицы, зарегистрировано 4 садоводческих товарищества. С Истрой связано автобусным сообщением (автобус № 39).

## Население
| 1852 | 1859 | 1886 | 1890 | 1926 | 2002 | 2006 |
| ---- | ---- | ---- | ---- | ---- | ---- | ---- |
| 176  | ↗199 | ↗205 | ↗232 | ↗254 | ↘35  | ↘13  |
| 2010 |      |      |      |      |      |      |
| ↗53  |      |      |      |      |      |      |

## География
Село Дарна расположено на западе Московской области, в восточной части городского округа Истра, на левом берегу реки Даренки, примерно в 3 км на восток от Истры, на Московском малом кольце А107; высота над уровнем моря — 182 м. Ближайшие населённые пункты: западнее, на другом берегу реки — Кашино, в 1 км восточнее Ивановское и Агрогородок — в 2 км на юго-восток.

## История
В середине XIX века в селе Воздвиженском (Дарна) 2-го стана Звенигородского уезда Московской губернии государственных имуществ было 28 дворов, церковь, крестьян 85 душ мужского пола и 91 душа женского.
В «Списке населённых мест» 1862 года — казённое село 2-го стана Звенигородского уезда по тракту из Воскресенска до Крюковской станции, в 24 верстах от уездного города и 4 верстах от становой квартиры, при реках Песочне и Даринке, с 27 дворами, православной церковью и 199 жителями (99 мужчин, 100 женщин).

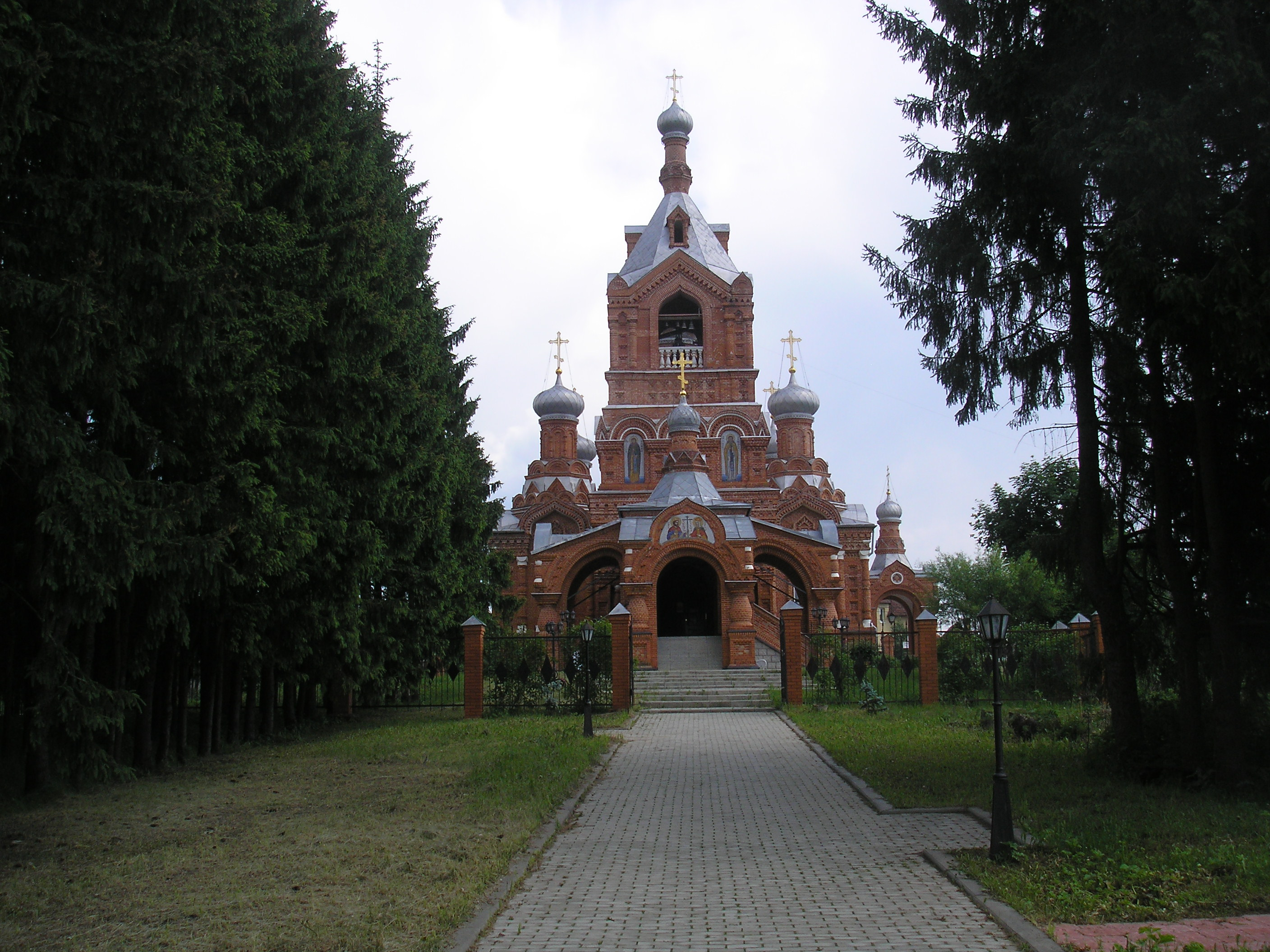
Церковь в Дарне

В 1886 году село Дарна входило в состав Еремеевской волости Звенигородского уезда, насчитывалось 40 дворов, проживало 205 человек, действовала церковь.
В 1890 году в селе 232 жителя.
По данным на 1911 год число дворов составляло 38, действовало земское училище.
По материалам Всесоюзной переписи населения 1926 года — село Кашинского сельсовета Еремеевской волости Воскресенского уезда Московской губернии в 2,7 км от Волоколамского шоссе и 6,4 км от станции Манихино Балтийской железной дороги; проживало 254 человека (108 мужчин, 146 женщин), насчитывалось 57 хозяйств, из которых 55 крестьянских, имелась школа 1-й ступени.
С 1929 года является населённым пунктом Московской области в составе Никольского сельсовета Воскресенского района (1929—1930), Никольского сельсовета Истринского района (1930—1939), Ермолинского сельсовета Истринского района (1939—1957, 1960—1963, 1965—1994), Ермолинского сельсовета Красногорского района (1957—1960), Ермолинского сельсовета Солнечногорского укрупнённого сельского района (1963—1965), Ермолинского сельского округа Истринского района (1994—2006), сельского поселения Ермолинское Истринского района (2006—2017), городского округа Истра (с 2017).

## Достопримечательности
В селе находится церковь Воздвижения Животворящего Креста Господня, основанная в 1686 году, — большой пятишатровый храм, выстроенный в духе эклектики (проект С. В. Шервуда), с Никольским и Вознесенским боковыми приделами. В 1930-е годы церковь была закрыта, в 1941 году сильно пострадала от обстрелов. Вновь открыта в 1991 году и отреставрирована. Является объектом культурного наследия России, как памятник градостроительства и архитектуры регионального значения.